# إيزوسيانيد

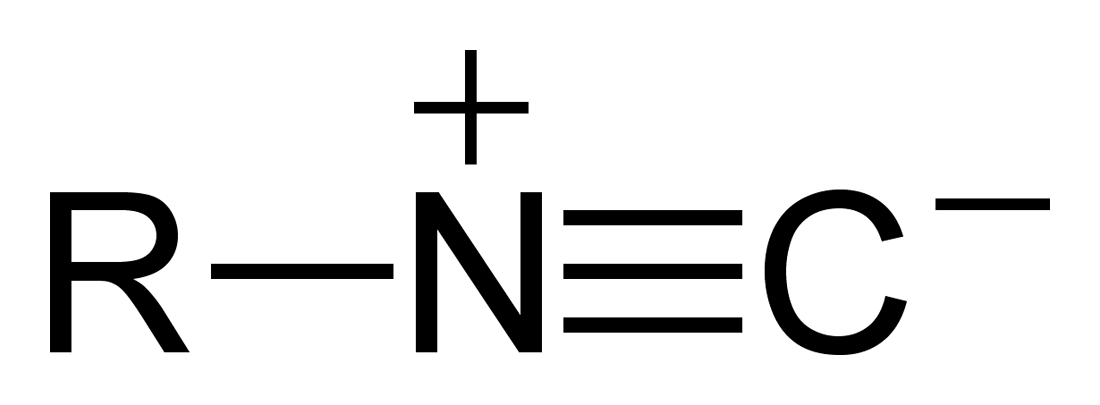
الصيغة العامة لمركبات إيزوسيانيد

الإيزوسيانيد (حسب تسمية IUPAC)، ويسمى أيضاً إيزونتريل، عبارة عن فئة من المركبات العضوية لها الصيغة العامة R-N≡C، حيث تشير R إلى الباقي العضوي والذي يكون مرتبطاً عبر ذرة النيتروجين وليس عن طريق ذرة الكربون. الإيزوسيانيد هو متماكب (إيزومير) للنتريل الذي له الصيغة العامة R-C≡N، ومن هنا أتت السابقة إيزو. ترتبط ذرتا الكربون والنيتروجين عن طريق رابطة ثلاثية.

## التحضير
حضر أول مركب من الإيزوسيانيد، وهو إيزوسيانيد أليل، عام 1859 بواسطة الكيميائي ليكة Lieke من مفاعلة يوديد الأليل مع سيانيد الفضة . تؤدي ألكلة سيانيد فلزي قلوي إلى تشكل نتريل في العادة، إلا أن وجود أيون الفضة يحمي الطرف الكربوني فيتشكل إيزوسيانيد.
تحضر مركبات الإيزوسيانيد عادة من تفاعل الأمينات الأولية مع ثنائي كلورو الكربين أو من بلمهة فورماميد بواسطة كلوريد الفوسفوريل.
RNH2  +  CCl2  +  2 NaOH  →  RNC  +  2 NaCl  +  2 H2O
RNHC(O)H  + POCl3  →  RNC  +  "PO2Cl"  +  2 HCl
لذلك يعد اصطناع هوفمان للإيزوسيانيد اختباراً كيميائياً من أجل الكشف عن الأمينات الأولية وذلك اعتماداً على تفاعلها مع هيدروكسيد البوتاسيوم بوجود الكلوروفورم، كمصدر لثنائي كلورو  الكربين، حيث تتشكل مركبات إيزوسيانيد ذات الرائحة المنفرة.
من الطرق الأخرى لتحضير مركبات إيزوسيانيد مفاعلة مركب ليثيوم عضوي مع الأكسازول أو بنزوكسازول.:
تحث عملية نزع للبروتون للبنزوأكسازول في الموقع 2 بواسطة ن-بوتيل الليثيوم. يكون مركب الليثيوم في توازن كيميائي مع 2-إيزوسيانو فينولات والتي يمكن أن تمسك أو أن تثبت بوسطة محب للإلكترون.